# Explorations sur le terrain du sexe ukrainien
 Explorations sur le terrain du sexe ukrainien (ukrainien : Польові дослідження з українського сексу) est le premier et le plus célèbre roman d'Oksana Zaboujko. Il décrit la liaison de la narratrice, une universitaire ukrainienne, avec un peintre ukrainien dans les États-Unis du début des années 1990.
La narratrice y raconte par fragments sa rencontre avec ce peintre, puis le couple établi qu'ils forment, tous les deux unis par l'étrangeté et l'unicité d'être Ukrainiens dans un pays qui connaît très peu de leur culture, et enfin leur séparation, qui provoque le retour de la narratrice en Ukraine.
Dans de longues phrases qui donnent autant dans le stream of consciousness que dans les parenthèses d'explications sociologiques, elle décrit sa condition d'universitaire ayant du mal à transmettre à ses étudiants et collègues américains la profondeur de la culture ukrainienne renaissante et ses noms qui ne disent rien aux USA: Volodymyr Vynnytchenko, Heliy Snegirev, Anatoli Martchenko, Vassyl Stous, Zorian Popadiuk etc. Elle trouve dans sa rencontre avec un amant ukrainien, artiste doué et tourmenté, une parenté culturelle qui lui permet de revisiter son histoire personnelle et nationale:
Ne pas se réaliser, s'appauvrir, comme tous ceux qui l'ont précédée dans la génération d'avant, et celle d'avant aussi, et celle qui l'a précédée (ceux là ont tellement dégusté qu'il vaudrait mieux ne pas s'en souvenir!). Toute sa jeunesse elle tentait de s'enfuir du sous sol, avec ses exhalaisons suffocantes de talents à moitié décomposés qui pourrissaient dans l'inaction, de la flétrissure et de la moisissure, le souffle fétide des efforts inutiles: l'histoire ukrainienne (p64).
Elle trouve également chez cet amant un répondant à ses interrogations sur le parcours sentimental et sexuel des femmes, sur la complémentarité entre sexes et sur le rôle auquel elle se sent assignée sans toujours s'y soumettre.

## Accueil critique
L'ouvrage devient un best seller en Ukraine en provoquant la polémique, car elle offre une revue inattendue, postmoderne et parfois peu flatteuse e la culture ukrainienne au moment de l'indépendance nouvellement acquise.
Traduit en 11 langues, la réception critique dépend, selon l'aveu de l'auteur, des cultures nationales: "Ainsi l'Allemagne et l'Autriche mirent l'accent sur le trauma historique, la Suède sembla touchée par la place de l'art dans la vie moderne, la République tchèque souligna la confrontation culturelle Est Ouest, alors que la Russie y voyait plutôt un livre sur la langue ukrainienne et la Pologne une réflexion sur la capacité d'aimer".

## Comptes rendus
- Feya Dervitsiotis, "Oksana Zaboujko : le sexe et l’Ukraine", Mediapart, 28 mai 2022. L'auteur insiste sur les deux dimensions de la narration: introspection féminine et rétrospection de l'histoire nationale. "Face à des hommes détruits physiquement et symboliquement par le totalitarisme russe, la survie incombe aux femmes. Si les relations entre hommes et femmes sont forcément pathologiques, étant donné les sévices de l’Histoire, et que l’amour est impossible, la narratrice cherche avant tout à assurer un avenir à l’Ukraine".
- Francis Wybrands, "Explorations sur le terrain du sexe ukrainien", Études , septembre 2016: L'auteur insiste sur l'aspect postmoderne et chaotique de l'écriture de  Zaboujko.
- INALCO, "Explorations sur le terrain du sexe ukrainien", 7 décembre 2015.

## Editions
- Польові дослідження з українського сексу, 1996
- Explorations sur le terrain du sexe ukrainien, roman, trd. Iryna Dmytrychyn-Bonin, éditions Intervalles, Paris, 2015